# Teledata (teletjeneste)
 For alternative betydninger, se Teledata. (Se også artikler, som begynder med Teledata)
Teledata betegnes i et historisk skrift fra TDC som forløberen for det nuværende Internet.
Tjenesten blev etableret i 1982 af de danske teleadministrationer. Konceptet var en såkaldt videotex-tjeneste (en slags interaktivt tekst-tv), hvor brugeren koblede sig på Teledata via modem, tastatur og tv-skærm. Systemet var formentlig inspireret af den franske teletjeneste Minitel, men tjenesten opnåede aldrig et kommercielt gennembrud i Danmark.
Teledata blev i oktober 1993 afløst af nye teletjenester udbudt af Jydsk Telefon og Kommunedatas nye, fælles datterselskab, Diatel.